# XI Liceum Ogólnokształcące im. Marii Dąbrowskiej w Krakowie

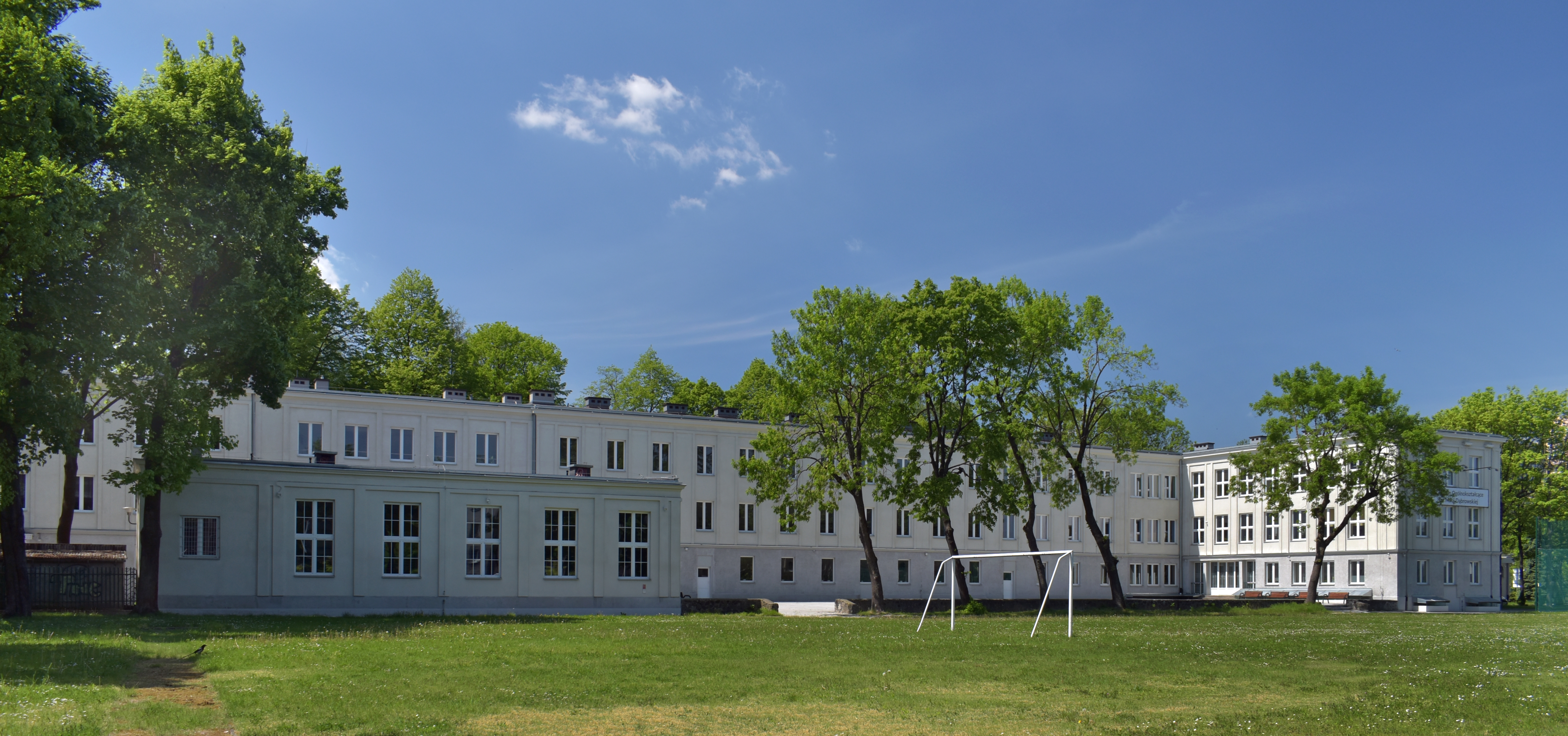
Budynki Liceum i sala gimnastyczna będąca pierwszym nowohuckim kinem.

XI Liceum Ogólnokształcące im. Marii Dąbrowskiej – publiczne liceum ogólnokształcące w Krakowie w Dzielnicy XVIII Nowa Huta na osiedlu Teatralnym 33.

## Historia
XI Liceum Ogólnokształcące im. Marii Dąbrowskiej powstało na mocy aktu erekcyjnego z dnia 20 czerwca 1953 roku wydanego przez ówczesnego Ministra Edukacji. Liceum to było pierwszą tego typu placówką otwartą w nowo powstałym mieście – Nowej Hucie. Działalność oświatową szkoła rozpoczęła 1 września 1953 roku. Naukę w nowej placówce rozpoczęło 139 uczniów zgrupowanych w 5 klasach. Początkowo liceum mieściło się w budynkach Szkoły Podstawowej nr 81 na ówczesnym Osiedlu C-2 (dzisiejsze Osiedle Krakowiaków), aby następnie przenieść się do budynków Szkoły Przysposobienia Zawodowego mieszczącej się na Osiedlu A-Zachód (Osiedle Hutnicze). We wrześniu 1953 roku powołano do życia „Towarzystwo Przyjaźni Polsko Radzieckiej”, ale młodzież uczęszczająca do liceum nie garnęła się do tej organizacji.
W kwietniu 1954 roku liceum odwiedzili przedstawiciele Komitetu Centralnego, Komitetu Wojewódzkiego oraz Komitetu Dzielnicowego PZPR, a także przedstawiciele kuratorium. W czasie wizytacji licealiści odmówili podjęcia się tzw. „zobowiązań 1-majowych” dotyczących prac społecznych na rzecz państwa, w związku z czym wizytatorzy zasugerowali rozwiązanie szkoły, oskarżając równocześnie grono pedagogiczne o zbyt małe angażowanie się w działalność wychowawczo-polityczną młodzieży. Jednak sugestie te nie zostały zrealizowane.

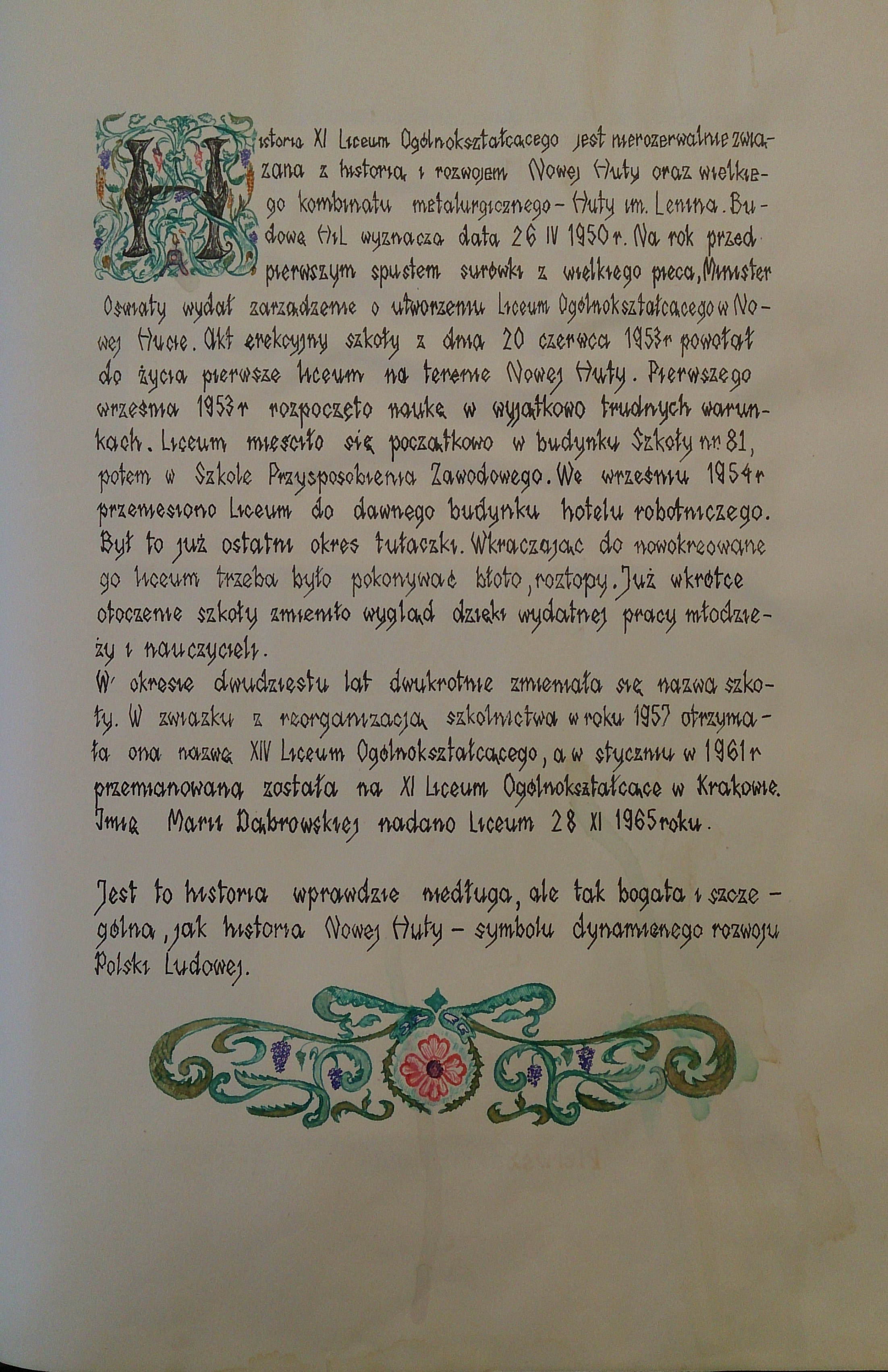
Pierwsza Strona Kroniki Szkolnej

We wrześniu 1954 roku szkołę przeniesiono do budynków dawnego hotelu robotniczego znajdującego się przy ul. Kocmyrzowskiej na Osiedlu C-1 (Osiedle Teatralne). Znacznie zwiększyła się liczba uczniów – w nowym roku szkolnym 1954/1955 w liceum istniało osiem klas. Zorganizowano „Koło Odbudowy Warszawy”, które zajmowało się gromadzeniem funduszy na odbudowę stolicy, otwarto świetlicę szkolną. W istniejącej sali gimnastycznej („mała” sala gimnastyczna) znajdowało się kino, dlatego też niemożliwe było prowadzenie tam lekcji wychowania fizycznego. Po otwarciu w roku 1956 kina „Świt” szkoła przejęła salę i zaadaptowała ją na potrzeby wychowania fizycznego. 30 maja 1955 roku przeprowadzono pierwsze egzaminy dojrzałości. Przystąpiło doń 19 uczniów – wszyscy zdali. W roku szkolnym 1956/1957 w szkole istniało czternaście klas. W tym samym okresie zaczęła działać w liceum drużyna harcerska założona przez druha Romana Wodnika.
W początkach swojej historii liceum nie posiadało nazwy ani numeru. W roku 1957, w związku z przeprowadzaną wtedy reorganizacją szkolnictwa, funkcjonującej w Nowej Hucie szkole nadano nazwę XIV Liceum Ogólnokształcącego. Nazwę tę zmieniono w styczniu 1961 roku na XI Liceum Ogólnokształcące. Patronem szkoły została pisarka Maria Dąbrowska, a uroczystość nadania szkole imienia Marii Dąbrowskiej odbyła się 28 listopada 1965 roku. W dniach 8–14 października 1973 roku, z okazji 20-lecia istnienia w liceum, odbyły się m.in. sesja naukowa poświęcona patronce szkoły oraz uroczystość odsłonięcia tablicy pamiątkowej poświęconej Marii Dąbrowskiej. W tym samym roku szkoła została uhonorowana odznaką „Budowniczego Nowej Huty”. 
W roku 1978 doszło do połączenia w jeden organizm szkolny XI Liceum Ogólnokształcącego oraz III Liceum dla Pracujących. Połączone szkoły utworzyły Zespół Szkół Ogólnokształcących nr 2. Szkoła współpracowała z uczelniami wyższymi, m.in. Akademią Wychowania Fizycznego i Wyższą Szkołą Pedagogiczną. W roku 1982 XI Liceum Ogólnokształcące wzbogaciło się o nową, „dużą” salę gimnastyczną. Działalność oświatowo-wychowawcza, jaką od wielu lat prowadziło XI Liceum Ogólnokształcące, jak również bardzo dobre wyniki uzyskiwane przez uczniów i absolwentów, zaowocowały odznaczeniem liceum 18 stycznia 1984 roku medalem „Komisji Edukacji Narodowej” (za szczególne osiągnięcia w kształceniu i wychowaniu młodzieży).
W roku 1985, w ramach wymian uczniów ze szkołami z zagranicy, nawiązano kontakt z duńską szkołą średnią z Ikast. W 1990 roku odbyła się także jednorazowa wymiana ze szkołą z Kijowa. Zorganizowano również wymianę z „Northbrook College” w Worthing w Wielkiej Brytanii. Najlepiej jednak rozwijała się współpraca z niemieckim gimnazjum: „Sophie – Scholl” w Ulm, a potem ze szkołą w Münster.
W roku 1987 uczniowie XI LO zdobyli „Złotego Chochoła”, nagrodę główną na VII Festiwalu Artystycznym Szkół Ponadpodstawowych. W roku 1993 powstało w szkole koło teatralne. Opiekę nad kołem prowadzili aktorzy Teatru Ludowego, początkowo był to Piotr Piecha, a później Jarosław Szwec. Młodzież działająca w kole teatralnym zdobyła m.in. „Złotą Maskę” na III Ogólnopolskim Forum Teatrów Dzieci i Młodzieży, nagrodę główną przeglądu teatralnego, wyróżnienie na II Festiwalu Teatralnym w Gdańsku. W roku 2002 uczniowie klas III zdobyli I miejsce w eliminacjach wojewódzkich oraz IV miejsce w eliminacjach ogólnokrajowych Ogólnopolskiego Konkursu na Stronę Internetową „Euroszkoła w Internecie”.
Od roku 1998 podpisywane są umowy w sprawie łączonych egzaminów maturalnych i wstępnych z takimi uczelniami jak: Politechnika Krakowska, Akademia Górniczo-Hutnicza oraz Akademia Rolnicza.
W 2010 roku liceum zostało odznaczone Medalem za zasługi dla Ligi Obrony Kraju. W tym samym roku w uznaniu działań kształtujących tożsamość młodego pokolenia Polaków Kuratorium Oświaty w Krakowie przyznało Szkole certyfikat CIVIS ET PATRIA. 10 czerwca 2013 roku „Jedenastka” otrzymała wyróżnienie Znak Jakości Interkl@sa oraz nagrodę Ministra Edukacji Narodowej.
W 1992 roku utworzona została pierwsza klasa autorska o profilu matematyczno-informatycznym z poszerzonymi programami autorskimi z obu tych przedmiotów. W późniejszym czasie powstały pozostałe klasy autorskie: prawniczo-politologiczna, ogólna o nachyleniu ekonomicznym, językowo-turystyczna. W 2006 roku powstała pierwsza klasa pedagogiczna z dodatkowym przedmiotem „podstawy pedagogiki z elementami psychologii i profilaktyki”, w 2009 klasa o profilu wojskowym, natomiast w 2015 powstała klasa o profilu bezpieczeństwa wewnętrznego.
Od 2016 roku liceum realizuje projekty współpracy międzynarodowej w ramach projektu Erazmus+, w latach 2016–2019 realizowano projekt „Mój mikroregion w makro-Europie. Europejczyk w zrestrukturyzowanej przestrzeni”, w latach 2017–2019 projekt „Yeurope – Making an European Student Magazin”, zaś w latach 2020–2023 projekt „Dziedzictwo dla przedsiębiorczości”.
Realizowane od 2008 roku projekty eTwinning zostały nagrodzone tytułami eTwinning School na lata 2018/2019, 2020/2021 oraz 2023/2024.
W roku szkolnym 2018/2019 szkoła po raz pierwszy ujęta została w ogólnopolskim rankingu szkół ponadpodstawowych „Perspektywy” otrzymując po raz pierwszy „brązową tarczę” i tytuł „Brązowa Szkoła 2019”. W kolejnych latach „Jedenastka” otrzymała tytuły „Brązowa Szkoła 2020” oraz „Brązowa Szkoła 2021”. W styczniu 2023 roku XI Liceum awansowało w rankingu „Perspektywy” otrzymując „srebrną tarczę” oraz tytuł „Srebrna Szkoła 2023”.

## Dyrektorzy
- 1953–1956: Henryk Augustyński
- 1956: Irena Zbylutowska
- 1956–1972: Józef Buzała
- 1972–1991: Edward Hładyłowicz
- 1991–2007: Jadwiga Walecka
- 2007–2017: Lucyna Szubelak
- od 2017: Danuta Bigaj

## Absolwenci
- Urszula Bartos-Gęsikowska – aktorka
- Jakub Bohosiewicz – aktor
- Ryszard Borowiecki – ekonomista
- Barbara Bubula – posłanka na Sejm
- Adam Cieśla – szachista
- Mieczysław Drabowski – informatyk
- Teresa Folga – gimnastyczka
- Marek Koźmiński – piłkarz, działacz sportowy
- Rafał Łatka – historyk
- Beata Ostrowicka – pisarka
- Tomasz Polański – historyk
- Jan Polkowski – poeta
- Dariusz Raś – duchowny
- Ewa Serwa – aktorka
- Rafał Skąpski – prawnik
- Konrad Szaciłowski – chemik
- Jarosław Szwec – aktor
- Katarzyna Tlałka – aktorka
- Wojciech Tochman – dziennikarz
- Andrzej Tytko – prorektor AGH
- Mirosław Waligóra – sportowiec
- Sławomir Zapała – aktor
- Halina Zdebska-Biziewska – siatkarka, działaczka olimpijska